# Rob Schoofs
Rob Schoofs (ur. 23 marca 1994 w Sint-Truiden) – belgijski piłkarz grający na pozycji środkowego pomocnika. Od 2017 jest zawodnikiem klubu KV Mechelen.

## Kariera klubowa
Swoją piłkarską karierę Schoofs rozpoczynał w juniorach takich klubów jak: Amandina VC (2000-2003) i Sint-Truidense VV (2003-2010). W 2010 roku stał się członkiem pierwszego zespołu Sint-Truidense i 20 marca 2011 zadebiutował w nim w pierwszej lidze belgijskiej w przegranym 0:2 domowym meczu z KSC Lokeren. W latach 2012–2015 grał w barwach Sint-Truidense w drugiej lidze. Zawodnikiem Sint-Truidense był do stycznia 2016.
W styczniu 2016 Schoofs przeszedł za milion euro do KAA Gent. Swój debiut w nim zaliczył 31 stycznia 2016 w wygranym 2:1 domowym meczu z Waasland-Beveren. W sezonie 2015/2016 wywalczył z Gent wicemistrzostwo Belgii.
5 lipca 2017 Schoofs został zawodnikiem KV Mechelen, do którego trafił za milion euro. Swój debiut w nim zanotował 30 lipca 2017 w zremisowanym 1:1 domowym spotkaniu ze Standardem Liège. W sezonie 2018/2019 wywalczył z Mechelen mistrzostwo drugiej ligi oraz zdobył Puchar Belgii.
| Sezon   | Klub              | Kraj   | Rozgrywki       | Mecze | Gole |
| ------- | ----------------- | ------ | --------------- | ----- | ---- |
| 2010/11 | Sint-Truidense VV | Belgia | Eerste klasse A | 2     | 0    |
| 2011/12 | Sint-Truidense VV | Belgia | Eerste klasse A | 7     | 0    |
| 2012/13 | Sint-Truidense VV | Belgia | Eerste klasse B | 22    | 0    |
| 2013/14 | Sint-Truidense VV | Belgia | Eerste klasse B | 19    | 3    |
| 2014/15 | Sint-Truidense VV | Belgia | Eerste klasse B | 31    | 6    |
| 2015/16 | Sint-Truidense VV | Belgia | Eerste klasse A | 23    | 2    |
| 2015/16 | KAA Gent          | Belgia | Eerste klasse A | 5     | 0    |
| 2016/17 | KAA Gent          | Belgia | Eerste klasse A | 14    | 1    |
| 2017/18 | KV Mechelen       | Belgia | Eerste klasse A | 21    | 2    |
| 2018/19 | KV Mechelen       | Belgia | Eerste klasse B | 29    | 5    |
| 2019/20 | KV Mechelen       | Belgia | Eerste klasse A | 26    | 3    |
| 2020/21 | KV Mechelen       | Belgia | Eerste klasse A | 40    | 6    |

## Kariera reprezentacyjna
W swojej karierze Schoofs grał w młodzieżowych reprezentacjach Belgii na szczeblach U-16, U-17, U-19 i U-21.